# 友力投資
友力投資控股有限公司，簡稱友力投資控股，以及友力投資（英語：United Power Investment Limited，港交所除牌時0674.HK），在1997年8月29日，由金島集團有限公司更名而來，當時主要經營酒店、酒樓、婚紗、鐘錶，以及提供知識產權維權服務。當時由張金煌委任主席，之後由馬淑金委任主席。當時旗下金島燕窩潮州酒樓。
但由於婚紗行業、卡拉OK等行業長期效益欠佳，於是出售給華潤集團，以及程揚等有關人士，原有董事一併辭退，在2010年8月30日，更名為文化地標投資有限公司。

## 連結
- Tricor.com.hk/webservice/000674（页面存档备份，存于）